# Ткачук Діонисій Дмитро
Діони́сій Дмитро́ Ткачу́к (9 листопада 1867, Княгинин, поблизу Станиславова (нині в межах Івано-Франківська, Україна) — 24 січня 1944, Рим, Італія) — український церковний діяч, василіянин, вихователь молодих ченців-василіян, перший після Добромильської реформи архимандрит Василіянського Чину (1931–1944).

## Життєпис
Народився 9 листопада 1867 року в с. Княгинині (Австро-Угорщина, тепер в межах Івано-Франківська, Україна).
Навчався у Станиславові (1874–1883). До Добромильського монастиря вступив 17 липня 1883 р., де відбув новіціат та курси гуманістики (1885–1886). Філософські студії проходив у Львові (1886–1888), богослов'я — у Кристинополі (Шептицький) й Кракові (1890–1894). Ієрейські свячення отримав 24 липня 1892 р. З 1894 р. — ігумен у Кристинополі, 1896 р. — ігумен у Бучачі; 1901 р. — магістр новіціяту в Добромилі; а згодом у Крехові, оскільки 20 липня 1902 р. новіціят переїхав до Крехова; 1902–1908 рр. — також консультор Галицької Провінції Василіянського Чину; 1905—1909 рр. — ігумен Крехівського монастиря і магістр новіціяту; 1910 р. — вікарій, професор у Крехові; 1911–1914 рр. — магістр у Крехові; з 1914 р. — у Загребі (Хорватія), з 19 грудня 1915 р. — ігумен і магістр у Крехові, з 1917 р. — консультор Провінції, з 1918–1921 рр. — ігумен у Лаврові, з 1921 р. — у Станиславові (Івано-Франківську), з 1922 р. — ігумен у Перемишлі, а згодом професор філософії у Крехові (1922), Лаврові (1923) і Кристинополі (1924–1926), з 1926–1931 рр. — протоконсультор й візитатор Провінції.
1931 р. на генеральній капітулі в Добромилі вибраний архімандритом (головним настоятелем) Василіянського чину з осідком у Римі. Багато часу приділяв канонічним візитаціям монастирів, дбав про виховання й навчання ченців.

## Писання
- 1910 р. — книга про часте й щоденне Причастя «De frequenti et quotidiana Communione»;
- 1928 р. — стаття «Крехівський сволок» у «Записках ЧСВВ» (т. III, вип. 1-2, ст. 247);
- 1933 р. у періодиці «Добрий Пастир» дав інтерв'ю на питання: Хто є фундатором Згромадження ССНДМ? («Quisnam fuit Cong. Servularum B. M. V. Immac. Conceptae fundator?», ІІІ, 1933, 165—181; Великий о. А., Історія С. Служебниць, Рим 1968, 735—756).